# Goeracea genota
Goeracea genota là một loài trong họ Goeridae. Chúng phân bố ở miền Tân bắc.